# Beka (skivmärke)
Beka var ett tyskt skivmärke ägt av Beka Record AG, grundat 1903 av Bumb & Koenig, var initialer gav märket dess namn. Först gav man ut fonografcylindrar och från 1904 grammofonskivor.
Från början tillverkades skivorna i en mängd olika storlekar, 17 cm (Beka Ideal), 20 cm (Beka Record), 25 cm (Beka Grand), 27 cm (Beka Sinfonie) och 30 cm (Beka Meister Record). De första skivorna var enkelsidiga, men redan 1905 började man ge ut dubbelsidiga och från 1907 var alla dubbelsidiga. 1906 var Beka en av de största exportfirmorna, man hade 10 000 inspelningar på 134 olika språk i sin katalog.
1910 fick Beka patent på tätgraverade 25 cm skivor, två stycken rymdes på en sida. Dessa gavs ut med etiketten Veni-Vidi-Vici. Samma år övertogs Beka av Carl Lindström AG. Därefter användes Beka för 25 cm skivor och Parlophon för 30 cm skivor. Under första världskriget stod produktionen i stort sett stilla, men kom igång igen 1919. Etiketten Beka ersattes av Parlophon under 1920-talets sista år.
I Sverige registrerades varumärket 1909 och skivor gavs ut till och med 1920 då etiketten ersattes av Ekophon, som i sin tur ersattes av 1927 Parlophon.